# Carlos Rojas
Carlos Rodolfo Rojas (ur. 2 października 1928) – piłkarz chilijski grający podczas kariery na pozycji pomocnika.

## Kariera klubowa
Podczas kariery piłkarskiej Carlos Rojas występował w stołecznych Unión Española i Palestino. Z Uniónem Española zdobył mistrzostwo Chile w 1951.

## Kariera reprezentacyjna
W reprezentacji Chile Rojas zadebiutował 6 kwietnia 1949 w przegranym 2-3 spotkaniu w Copa América z Boliwią. Na tym turnieju Chile zajęło piąte miejsce.
Na turnieju w Brazylii Rojas wystąpił w pięciu meczach: z Boliwią, Brazylią, Ekwadorem (bramka), Kolumbią i Urugwajem. 
W 1950 roku został powołany przez selekcjonera Arturo Bucciardiego do kadry na mistrzostwa świata w Brazylii. Na mundialu Rojas wystąpił w meczu z USA. W 1952 uczestniczył w pierwszej edycji mistrzostw panamerykańskich, na którym Chile zajęło drugie miejsce. Na tym turnieju Rojas wystąpił w dwóch meczach - z Panamą i Brazylią, który był jego ostatnim meczem w reprezentacji. Od 1949 do 1952 roku rozegrał w kadrze narodowej 8 spotkań, w których zdobył jedną bramkę.